# 세바스티아노 베니에르

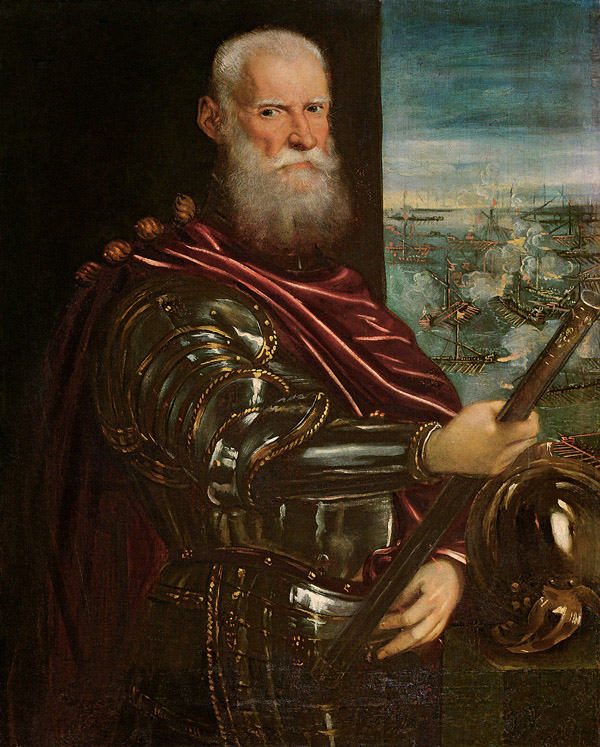
레판토 해전 중 세바스티아노 베니에르. 틴토레토작.

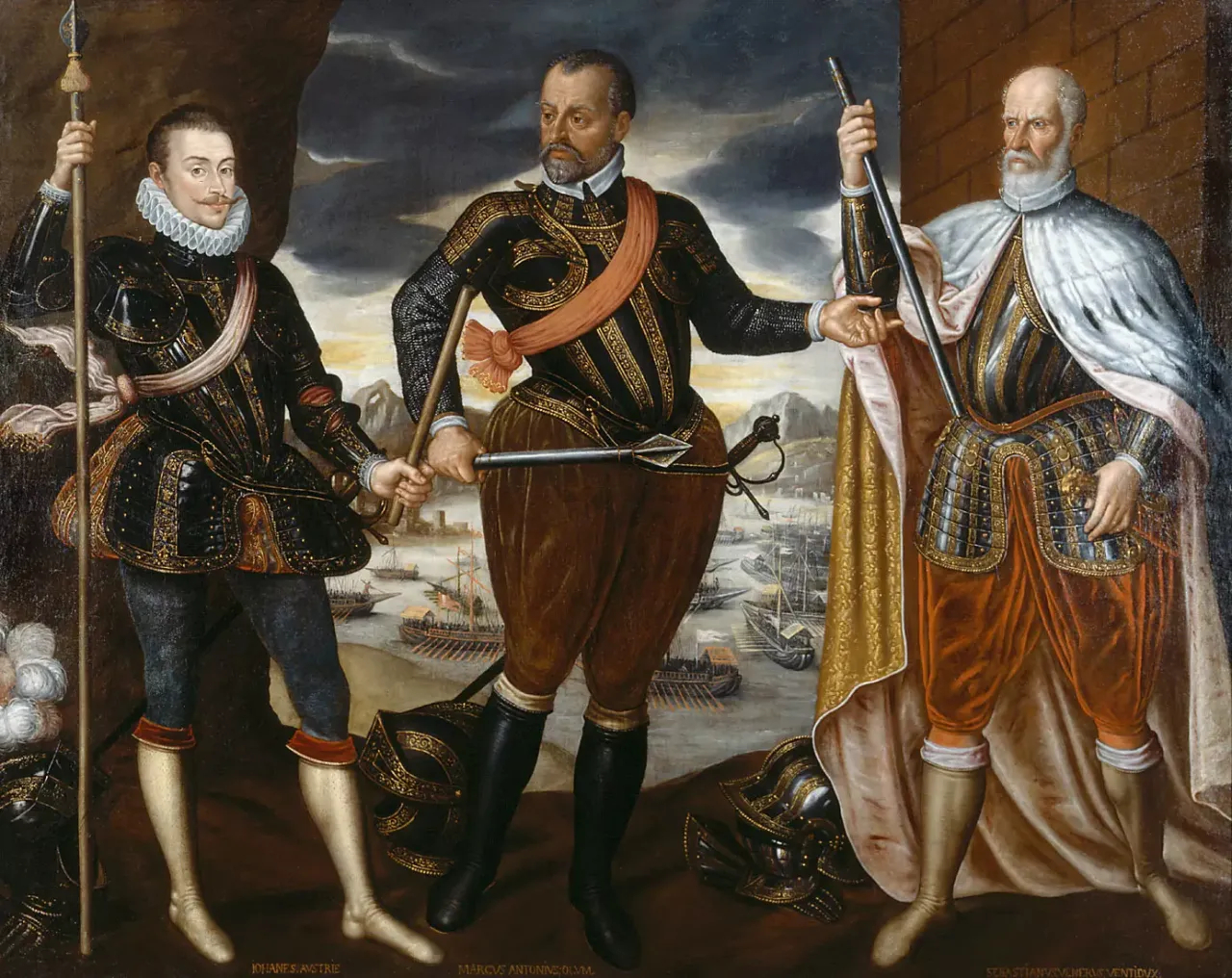
레판토 해전 승자 (왼쪽부터: 돈 후안 데 아우스트리아, 마르칸토니오 콜론나, 세바스티아노 베니에르)

세바스티아노 베니에르(Sebastiano Venier, 1496년 경 – 1578년 3월 3일)는 1577년 6월 11일부터 1578년 3월 3일까지의 베네치아 공화국의 도제이다. 그는 레판토 해전에서의 베네치아 함대를 이끈 것으로 가장 잘 기억되고 있다.

## 생애
베니에르는 1496년 경 베네치아에서 태어났다. 그는 모이세 베니에르(Moisè Venier)와 엘레나 도나(Elena Donà)의 아들이며, 추안 프란체스코 베니에르의 조카였다. 그는 모이세 베니에르(ca. 1412 - ca. 1476)의 친손자이기도 했다. 그는 체리고 총독 피에트로 베니에르의 고손자이기도 하다.
그는 공식적인 자격이 없었음에도 젊은 시절 변호사로 일했고, 이후 베네치아 공화국의 관리로 일했다. 1570년, 그는 베네치아 정부의 지사가 되었고, 같은 해 12월에는 오스만 튀르크와 벌어지는 새로운 전쟁에서 베네치아 함대의 총사령관(capitano generale da mar)이 되었다.
그는 기독교 동맹군이 튀르크를 상대로 결정적인 승리를 거둔 레판토 해전에서 베네치아 지원대의 사령관이였다. 강화 조약 후, 그는 대중적인 지지와 함께 베네치아로 돌아왔으며, 1577년 81세의 나이에 만장일치로 도제에 선출됐다.
그는 세실리아 콘타리니와 혼인하여, 엘레나 베니에르(Elena Venier)라는 딸 한 명과 아들 두 명을 두었다. 아들 중 한 명은 프란시스코 베니에르(Francisco Venier)로, 프랑스로 이주했다.

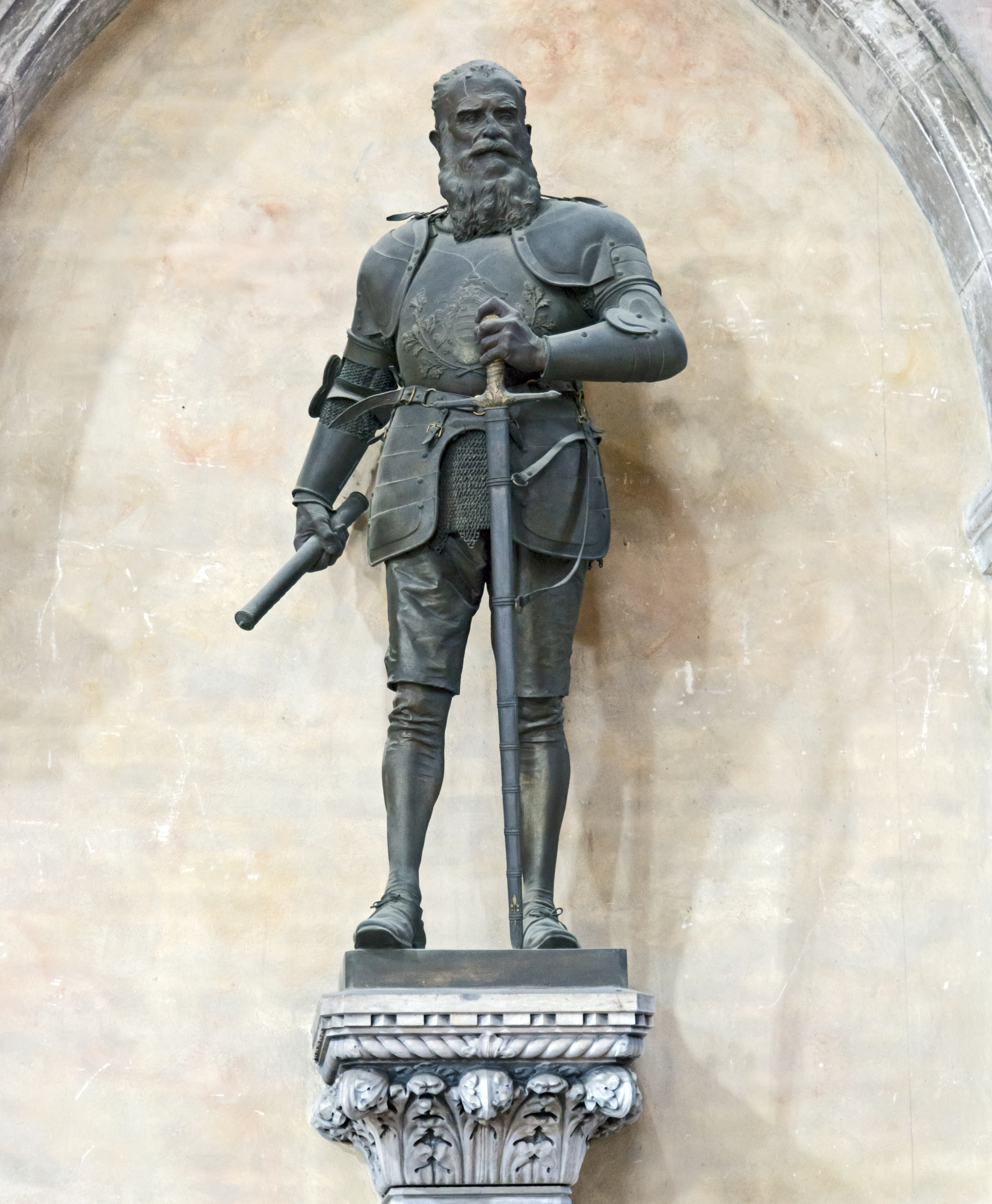
산티 조반니 에 파올로 성당에 있는 그의 동상.

그는 1578년에 사망했고, 도제들의 전통적인 매장소인 산티 조반니 에 파올로 성당에 안치되었다.

## 관계
그는 그의 사촌인 니콜로 베니에르의 딸이자 이슬람교로 개종 후, 누르바누 술탄이라고 알려진 세실리아 베니에르바포(Cecilia Venier-Baffo)의 사촌일 가능성이 있다. 니콜로는 록셀라나의 즉위를 막기 위해 1536년 쉴레이만 1세에게 그녀를 팔았다. 그녀는 결국엔 셀림 2세의 아내이자 무라트 3세의 어머니가 되었으며, 그 이후 후임 술탄들은 그녀의 후손들이 되었다.